# Vetenskapsåret 1891

## Händelser

### Paleontologi
- Oktober - Eugène Dubois hittar de första fragmentbenen hos Pithecanthropus erectus (senare kallad Homo erectus), på 'Java Man', vid Trinil nära Solofloden.[1]

## Pristagare
- Bigsbymedaljen: George Mercer Dawson, kanadensisk geolog. [2]
- Copleymedaljen: Stanislao Cannizzaro, italiensk kemist.
- Davymedaljen: Victor Meyer, tysk kemist.
- Murchisonmedaljen: Waldemar Christopher Brøgger, norsk mineralog, geolog och paleontolog.
- Wollastonmedaljen: John Wesley Judd, brittisk geolog. [3]

## Födda
- 8 januari : Walther Bothe, (död 1957), tysk fysiker, Nobelpristagare 1954.
- 17 februari : Abraham Adolf Fraenkel, (död 1965), tysk-israelisk matematiker.
- 18 mars - Walter Shewhart (död 1967), amerikansk fysiker.
- 22 april - Harold Jeffreys (död 1989), brittisk matematiker.
- 5 juli - John Northrop (död 1987), amerikansk biokemist.
- 14 november - Frederick G. Banting (död 1941), kanadensisk fysiolog.

## Avlidna
- 10 februari - Sofia Kovalevskaja (född 1850), rysk-svensk matematiker och skönlitterär författare.
- 11 maj - Alexandre-Edmond Becquerel (född 1829), fransk fysiker.
- 23 juni - Norman Robert Pogson (född 1829), brittisk astronom.
- 14 december - Ferdinand von Roemer (född 1818), tysk paleontolog och geolog.
- 29 december : Leopold Kronecker, (född 1823), tysk matematiker.

### Fotnoter
1. ↑  Carroll, Sean B. (2009). Remarkable Creatures: Epic Adventures in the Search for the Origin of Species. London: Quercus. sid. 90–91. ISBN 978-1-84916-072-8
2. ↑  ”Geological Society”. Arkiverad från originalet den 21 april 2009. https://web.archive.org/web/20090421141428/http://www.geolsoc.org.uk/gsl/info/collections/archives/page753.html. Läst 13 april 2011.
3. ↑  ”Geological Society”. Arkiverad från originalet den 5 juni 2011. https://web.archive.org/web/20110605102217/http://www.geolsoc.org.uk/gsl/society/history/page750.html. Läst 13 april 2011.